# Lifehouse
Lifehouse är ett amerikanskt melodiskt rockband som bildades år 1999 i Los Angeles i Kalifornien i USA. Bandet blev kända för en större publik med singel "Hanging by a Moment" från albumet No Name Face som vann en Billboard Music Award för Hot 100 Single of the Year 2001, och slog då bland annat Janet Jacksons låt "All for You" och Alicia Keys låt "Fallin'". Exempel på andra kända låtar av Lifehouse är "You and Me", "Take Me Away" och "Spin".

## Historia
Jason Wade, sångare och gitarrist i Lifehouse, hade innan Lifehouse ett kristet band kallat "Blyss" (senare omdöpta "Bliss"), med vilket han spelade in EP:n Diff's Lucky Day 1999. I Los Angles mötte Jason Wade basisten Sergio Andrade och detta blev början till Lifehouse. Jon Palmer blev trummis i bandet.

### No Name Face
År 2000 gick Lifehouse in i studion för att spela in sitt första album, No Name Face, på ett stort skivbolag. Fem av de tolv låtarna på Diff's Lucky Day remixades och släpptes på No Name Face. På grund av frontmannen Jason Wades karisma och talang fokuserade DreamWorks Records mycket på honom, vilket ledde till att bandet bara bestod av Wade och Andrade då albumet släpptes den 31 oktober 2000. Kort därefter ersattes Jon Palmer av Rick Woolstenhulme Jr. på trummor. Lifehouses internationella publik växte och fansen tyckte att texterna var djupa och frågande, men andra tyckte det bara var "radiorock".
"Hanging by a Moment" var den första låt som släpptes som singeln från skivan, och det var också den låten som gav bandet en plats i musikhistorien då den blev den mest spelade låten 2001. "Hanging by a Moment" är den tredje låten i topplistehistoria, efter Sam the Sham and the Pharaohs låt "Wooly Bully" år 1965 och Faith Hills låt "Breathe" år 2000, att bli utnämnd till årets låt på Billboard Hot 100 utan att ha nått förstaplatsen på någon av veckolistorna. Den andra låten från albumet som släpptes som singel var "Sick Cycle Carousel". Den hade inte lika stor framgång som "Hanging by a Moment" och slutade som högst på plats 35. Den tredje och sista singeln var "Breathing".
Låten "Everything" användes både i pilotavsnittet och första säsongsfinalen av TV-serien Smallville. Detta startade en trend för Lifehouse då bandet hade med sju låtar i de fyra första säsongerna och avslutades med ett framträdande av bandet på studentbalen i fjärde säsongens sista avsnitt.

### Stanley Climbfall
Kort efter en lång turné med albumet No Name Face gick Lifehouse återigen in i studion för att färdigställa ett nytt album, Stanley Climbfall, släppt 17 september 2002. Trots att albumet bara innehöll originalspår med samma stil som första albumet blev framgången för detta andra album kort. Singlarna "Spin" och "Take Me Away" blev överskuggade av succén med det första albumet och dess singlar. Kort efter släppet blev Rick Woolstenhulme bror Sean Woolstenhulme från The Calling officiellt den fjärde medlemmen i bandet, efter att ha turnerat med dem under juni 2002.
I april 2004 lämnade Sergio Andrade bandet för att arbeta på individuella projekt. Kort efter lämnade även Sean Woolstenhulme bandet för andra projekt, bland annat Abandoned Pools.

### Lifehouse
Jason Wade och Rick Woolstenhulme var kvar som aktiva medlemmar i bandet. I slutet av 2004 blev Bryce Soderberg (tidigare i gruppen AM Radio) ny basist i Lifehouse. 6 juli 2004 reste de till Maryland för att börja arbeta på sitt självbetitlade tredje studioalbum, Lifehouse, som släpptes den 22 mars 2005 och producerades av John Alagia.
Albumets första singel, "You and Me", började spelas på radio 18 januari 2005. Den skrevs flera år tidigare och spelades för första gången år 2000 av Jason Wade i independentfilmen All Over Again. Låten har även förekommit i TV-serierna Boston Legal, Everwood, Grey's Anatomy, The 4400 och Medium.
Musikvideon för albumets andra singel, "Blind", släpptes 19 oktober 2005. Tina Majorino, mest känd som Deb i Napoleon Dynamite, spelade en roll i musikvideon.

### Who We Are

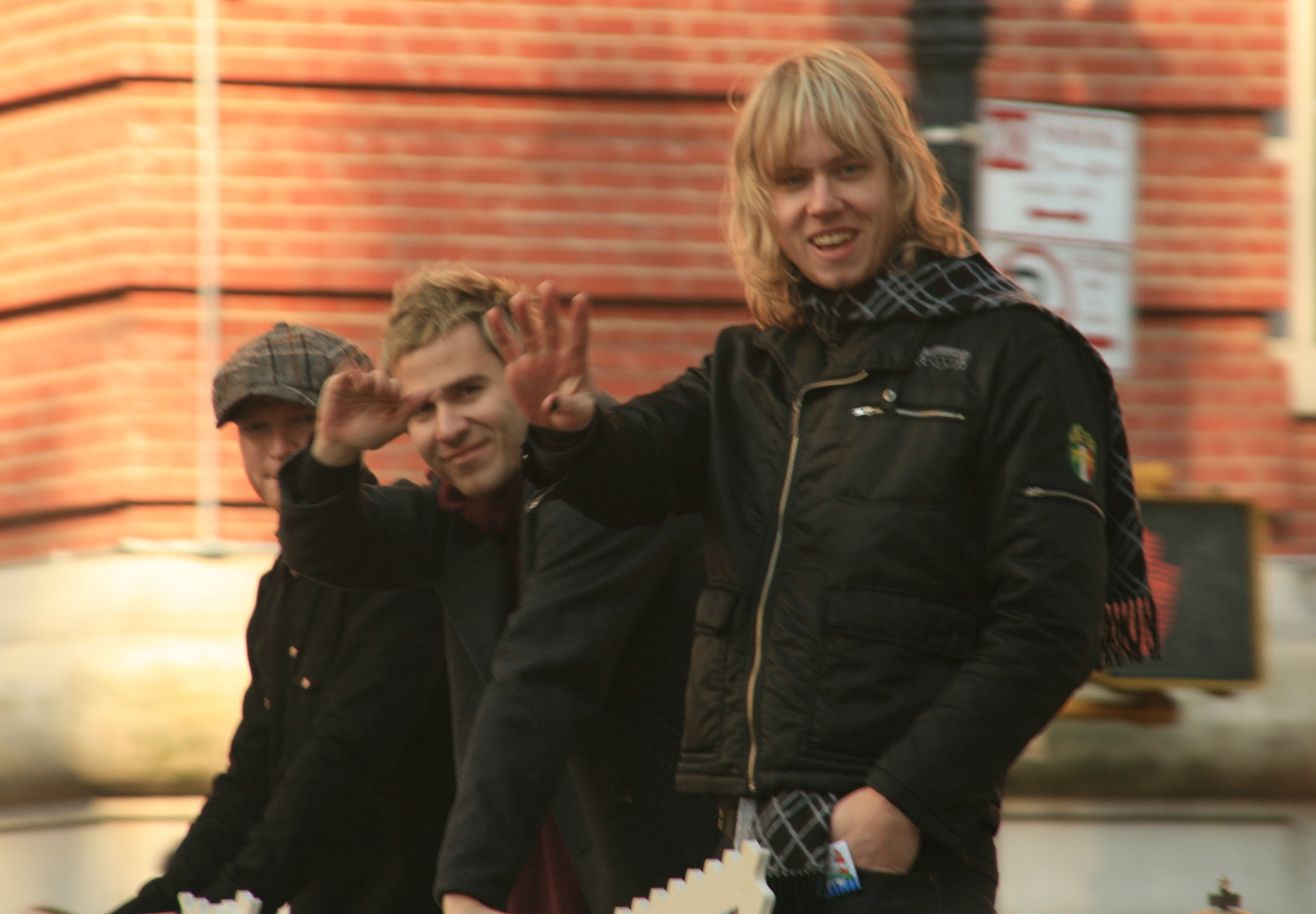
Lifehouse 2007.

Det fjärde albumet, Who We Are, utgavs 19 juni 2007. Bandet bestod nu av Wade, Woolstenhulme och Soderberg och enligt dem "rockar albumet lite hårdare" än deras tidigare album. Albumet spelades in i Kiefer Sutherland och Jude Coles studio, Ironworks Studios, i Los Angeles. Albumet följdes upp med en turné tillsammans med Goo Goo Dolls och Colbie Caillat som startade 15 juni på Dogde Theatre i Phoenix, Arizona.
Albumets första singel, "First Time", släpptes 24 april 2007. Låten debuterade på plats 48 på Billboard Hot 100 i maj.
Albumets andra singel, "Whatever It Takes", utgavs till radiostationer 29 oktober 2007. Musikvideon för singeln hade premiär på Yahoo Music 16 november 2007.
Låten "Broken", albumets tredje singel, har var med i många TV-serier, bland annat Grey's Anatomy, Criminal Minds, One Tree Hill och The Hills. Musikvideon hade premiär 11 september 2008.
Enligt Entertainment Tonights webbplats hade Lifehouse en tävling att göra en video för "Make Me Over". Bandet gav sextio filmskolors sistaårselever en chans göra videon till deras nya singel. Musikvideon gjordes och hade premiär vid ett galaevenemang 5 december 2008 på Paley Center for Media i Beverly Hills.
22 oktober 2008 gjorde bandet ett uttalande att Who We Are hade blivit certifierat för guldskiva.

### Smoke and Mirrors
I augusti 2008 bekräftade Lifehouse att de skulle börja arbeta på sitt femte album. Bandet gick in i studion 12 november. Albumet beräknades först släppas någon gång under senare delen av 2009, enligt en intervju på ESPN Magazines NEXT Party under Super Bowl XLIII. Bandet avslöjade under sin turné 2009 att den tidigare utgivna singeln "From Where You Are" skulle finnas på albumet, men att det kan bli en ny version. Namnet, Smoke and Mirrors, avslöjades 15 oktober och ett utgivningsdatum sattes till 8 december 2009. Den första singeln från albumet var "Halfway Gone", som släpptes 26 oktober 2009. Utgivningen av albumet blev dock försenad och på bandets hemsida skrevs den 13 november att albumet skulle utges 2 februari 2010. 22 december rapporterade Tommy2.net att utgivningsdatumet har skjutits fram igen till 23 februari 2010. Det släpptes till slut 2 mars 2010.

## Medlemmar
Nuvarande medlemmar

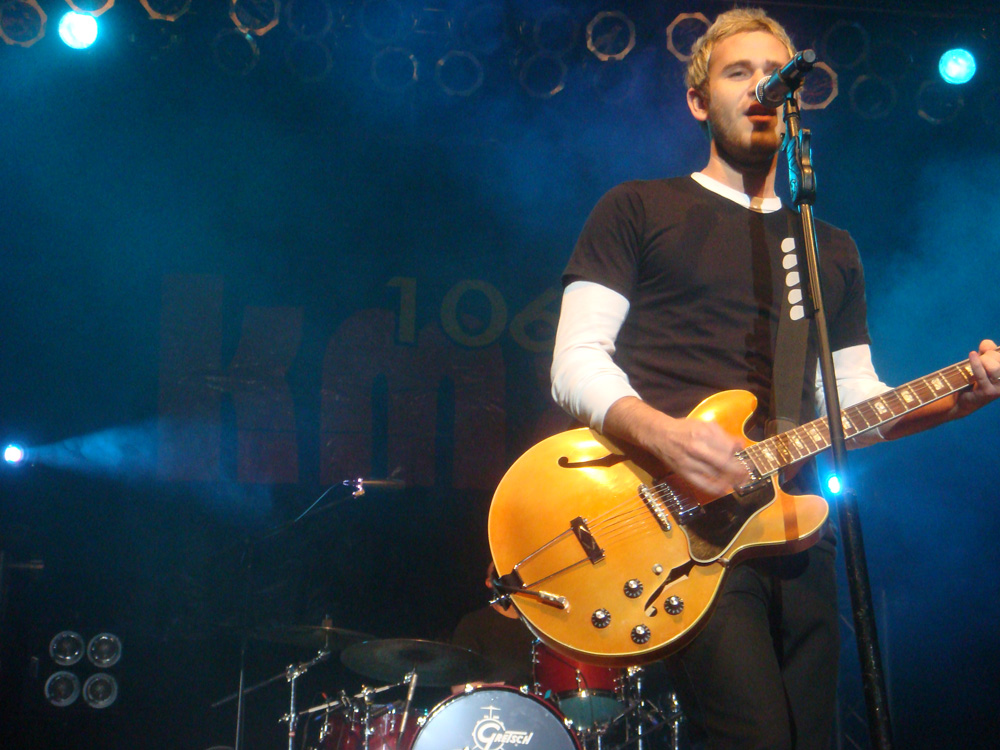
Jason Wade live med Lifehouse 2008.

- Jason Wade – sång, sologitarr, rytmgitarr (1999– )
- Rick Woolstenhulme Jr. – trummor, percussion (2000– )
- Bryce Soderberg - basgitarr, sång, bakgrundssång (2004– )

Tidigare medlemmar
- Jon "Diff" Palmer – trummor, percussion (1997–2000)
- Aaron Lord – violin, viola, mandolin (1997–2000)
- Sergio Andrade – basgitarr (1997–2004)
- Sean Woolstenhulme – sologitarr, bakgrundssång (2002–2004)
- Ben Carey – sologitarr (2009–2014)

Turnerande medlemmar
- Steve Stout – sologitarr (2014– )
- Stuart Mathis – sologitarr, bakgrundssång (2000–2001)
- Joerg Koehrig – sologitarr, bakgrundssång (2001–2002)

## Diskografi

### Studioalbum
- 2000 – No Name Face
- 2002 – Stanley Climbfall
- 2005 – Lifehouse
- 2007 – Who We Are
- 2010 – Smoke and Mirrors
- 2012 – Almería
- 2015 – Out of the Wasteland